# Tupinambás
O termo tupinambá pode ser usado de duas formas. Pode ser designativo dos povos indígenas brasileiros que, por volta do século XVI, habitavam duas regiões da costa brasileira: a primeira ia desde a margem direita do rio São Francisco até o Recôncavo Baiano; a segunda ia do cabo de São Tomé, no atual estado do Rio de Janeiro, até São Sebastião, hoje o estado de São Paulo. Esse segundo grupo também era denominado de tamoio. Ao todo, ambos os grupos compunham-se de 100.000 indivíduos e eram a nação indígena mais conhecida de toda a costa brasileira pelos navegadores europeus do século XVI. Mas tupinambá também pode se referir a todos os povos que, durante o início do contato colonial português, falavam alguma variante do idioma tupi antigo, desde o Pará até o sul do país, aproximadamente até o paralelo de 27 graus (segundo informações do cronista Pero de Magalhães Gândavo). Entre esses povos estavam os tupiniquins, potiguaras, tupinambás, temiminós, caetés, tabajaras, tamoios, tupinaés etc.
Atualmente povos tupinambás vivem na vila de Olivença no estado da Bahia, no Baixo rio Tapajós no estado do Pará

## História

### Etmologia
O escritor Eduardo Bueno, baseado nos escritos de Teodoro Sampaio, afirma que o termo "tupinambá" é oriundo do tupi tubüb-abá, que significa "descendentes dos primeiros pais", através da junção dos termos tuba (pai), ypy (primeiro) e abá (homem).
Em sentido diverso, o tupinólogo Eduardo Navarro em seu Dicionário de Tupi Antigo 
(2013) sugere a etimologia "todos da família dos tupis", através da junção de tupi (tupi), anama (família) e mbá (todos).

### Origens
Quando os europeus chegaram ao que viria a ser o Brasil, encontraram uma população ameríndia bastante homogênea em termos culturais e linguísticos, distribuída grosso modo ao longo de toda a costa e na bacia Paraná-Paraguai. A despeito dessa homogeneidade, divisaram-se dois grandes blocos subdividindo essa população: ao sul, os guaranis, que ocupavam a bacia supracitada e o litoral, desde a Lagoa dos Patos até Cananeia, no atual estado de São Paulo; e os Tupi que dominavam a faixa litorânea desde Iguape até, pelo menos,a costa do Ceará. Este continuum tupi-guarani só era interrompido em alguns pontos do litoral: próximo ao estuário do Prata pelos Charrua, na foz do rio Paraíba pelos Goitacá, pelos Aimoré no sul da Bahia e norte do Espírito Santo, e pelos Tremembé na faixa entre Ceará e Maranhão.
Essas populações eram chamadas tapuia, um termo genérico para índios não Tupi, e dominavam originalmente o litoral, tendo sido daí expulsas — com as poucas exceções citadas acima — no bojo da conquista Tupi.
Existem dois grandes modelos desse processo de expansão tupi-guarani na costa brasileira. A ideia dominante é a de um movimento migratório de sul para norte, a partir da bacia Paraná-Paraguai, onde tupinambás e guaranis teriam se separado. Métraux sugere que a dispersão litorânea era um fato recente na época da Conquista, dada a identidade cultural entre os vários grupos que ocupavam a costa. O segundo modelo, mais recente e baseado na interpretação de dados arqueológicos, inverte o sentido do deslocamento tupinambá. Brochado acredita que,a partir de um nicho originário amazônico, teríamos dois movimentos migratórios de orientações diversas: os proto-guaranis teriam rumado para o sul via Madeira-Guaporé e atingido o rio Paraguai, espalhando-se ao longo de sua bacia desde o início da era cristã (ou, em estimativas mais conservadoras, a partir do século V); já os proto-tupinambás teriam descido o Amazonas até sua foz, expandindo-se, em seguida, pela estreita faixa costeira em sentido oeste-leste, e depois norte-sul. A ocupação total do litoral teria ocorrido entre 700-900 d.C. e 1000-1200 d.C, quando os grupos Tupi mais ao sul teriam sua expansão barrada pelos guaranis.
Esse segundo modelo baseia-se numa hipótese forte — a de uma longa separação (mais de 1500 anos) entre tupinambás e guaranis — que se choca com um certo consenso estabelecido, baseado na proximidade linguística e cultural dessas populações. Cabe, pois, a Brochado o ônus da prova, e, apesar de sua alimentação convincente, suas evidências são frágeis: são poucas as datações por radiocarbono de cerâmica atribuída aos Tupi; não há uma diferença substantiva entre as datações mais antigas no Rio de Janeiro (980 ± 100 d.C), e as do extremo nordeste da costa (SOO ±65 d.C); não há nenhum sítio datado atribuído aos tupinambás, entre a foz do Amazonas e o Rio Grande do Norte (os cronistas falam de uma ocupação Tupi tardia do Pará e do Maranhão, por indígenas do nordeste que fugiam da opressão colonial). Resta-nos aguardar, assim, o prosseguimento dos trabalhos arqueológicos.

### Confederação dos Tamoios

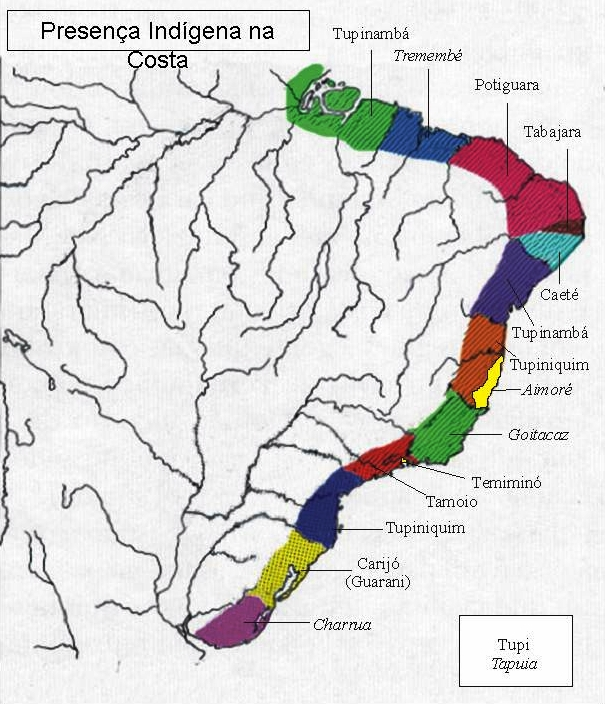
Distribuição dos grupos de língua tupi na costa brasileira no século XVI

As tentativas de escravização dos índios para servirem nos engenhos de açúcar no núcleo vicentino levaram à união dos povos numa confederação sob o comando de Cunhambebe chamada de "Confederação dos Tamoios", englobando todas as aldeias tupis desde o Vale do Paraíba Paulista até o Cabo de São Tomé, com alto poderio de guerra.
É nesse ínterim que Nóbrega e Anchieta teriam sido levados por José Adorno de barco até Iperoig (atual Ubatuba), para tentar fazer as pazes com os índios.  Segundo a tradição, Nóbrega voltou até São Vicente com Cunhambebe e o padre José de Anchieta ficou cativo dos tupis em Ubatuba, onde teria escrito o "Poema da Virgem". Supostamente, fatos lendários e fantásticos teriam ocorrido nesta época do cativeiro, como o milagre de Anchieta, como o levitar entre os índios, que horrorizados, queriam que ele dali se retirasse pois pensavam tratar-se de um feiticeiro.[carece de fontes?]
Seja como for, os padres, com muita diplomacia, conseguiram desmantelar a Confederação dos Tamoios, promovendo a Paz de Iperoig, o primeiro tratado de paz das Américas. Diz-se que, depois de feitas as pazes, Nóbrega advertiu os índios de que, se voltassem atrás na palavra empenhada, seriam todos destruídos, profecia que, de fato, se concretizou. Quando os portugueses atacaram os franceses do Rio de Janeiro, estes últimos pediram ajuda aos índios, que acudiram seus aliados. Isso levou ao extermínio dos tupinambás que moravam em aldeias em torno da Baía da Guanabara, na segunda metade do século XVI. Os que conseguiram se salvar foram os que se embrenharam nos matos com alguns franceses e os índios tupis de Ubatuba que, para não ajudarem os irmãos do Rio e não correrem riscos, ou fugiram pelas matas ou foram assimilados pelos colonos em Ubatuba, gerando a atual população caiçara daquela região, assim como a população cabocla do Vale do Paraíba.
Contudo, o golpe fatal nos tupis foi o ataque ao último reduto francês em Cabo Frio, com a destruição de todas as aldeias. Tudo destruído com fogo e passado ao "fio da espada". Por esses motivos e por algumas declarações que denotariam, em tese, a conivência com o extermínio indígena, é que o padre José de Anchieta tem sido considerado muito polêmico até os dias atuais, embora, noutras oportunidades, tenha declarado que se entendia melhor com os índios do que com os portugueses.

## Organização social
Pouco se sabe a respeito da composição e do funcionamento da tribo como unidade inclusiva. A única coisa evidente é que ela abrangia certo número de unidades menores, as "aldeias" (ou grupos locais), distanciadas no espaço mas unidas entre si por laços de parentesco e pelos interesses comuns que eles pressupunham, nas relações com a natureza, na preservação da integração tribal e na comunicação com o sagrado. Na vida quotidiana os indivíduos podiam agir, largamente, como membros da ordem existencial criada pelo grupo local. Mas, em assuntos relacionados com o deslocamento da tribo de uma região para outra, a circulação das mulheres entre as parentelas, a realização de uma expedição guerreira, o sacrifício de inimigos etc., as ações eram reguladas pela teia de interesses comuns.

### Habitação

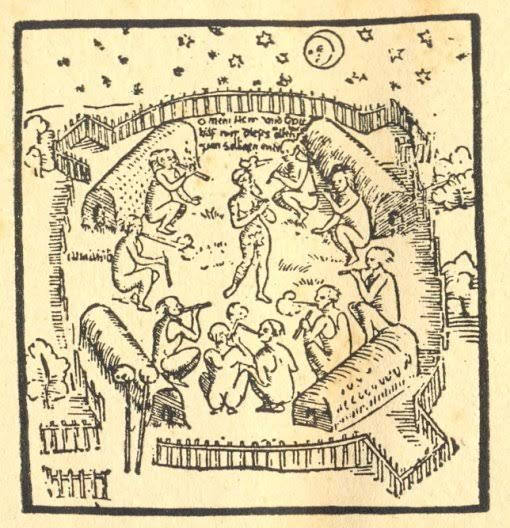
Conselho dos chefes sob o luar em Ubatuba, para decidir sobre a morte de Hans Staden.

Os tupinambás, no início do contato com os portugueses, moravam em malocas. Cada grupo local tupinambá se compunha de cerca de 6 a 8 malocas. A população desses povos girava em torno de 200 indivíduos, mas podia atingir até 600. As malocas teriam uma largura constante, variando seu comprimento de acordo com o número de moradores agrupados nas subdivisões internas reservadas aos lares políginos, de vinte a quarenta em cada maloca, conforme as estimativas mais baixas. O acesso e a saída dos indivíduos eram feitas por três aberturas, duas localizadas nas extremidades e, outra, no centro da maloca. Enquanto duravam os materiais de que eram construídas, proporcionavam boa renovação do ar e abrigo confortável contra a inclemência do sol ou os excessos da chuva.
Os grupos locais compunham-se, em média, de quatro a sete malocas ou habitações coletivas. Estas eram dispostas no solo de modo a deixar uma área quadrangular livre, o terreiro, bastante ampla para a realização de Cerimônias como as reuniões do conselho de chefes, o massacre e a ingestão das vítimas, as atividades religiosas lideradas pelos pajés, as festas tribais, etc., as quais, muitas vezes, também envolviam a participação dos membros dos grupos locais vizinhos. Em zonas sujeitas ao ataque de grupos tribais hostis, as malocas eram circundadas por uma estacada ou caiçara, feita com troncos de palmeiras rachados, ou por um duplo sistema de paliçadas, entre os quais colocavam estrepes agudos e cortantes.

### Economia
No início do período colonial a sociedade tupinambá vivia da caça, coleta, pesca, além de praticar a agricultura, sobretudo de tubérculos, como a mandioca e a horticultura, possuindo o equipamento material que permitia a realização dessas atividades econômicas.
A divisão de trabalho era por sexo, cabendo aos homens as primeiras atividades e às mulheres o trabalho agrícola, exceto a abertura das clareiras para plantar, feita à base da "queimada", tarefa essencialmente masculina. O plantio e a colheita, o preparo das comidas e o artesanato (confecção de vasos de argila, redes, etc) eram trabalhos femininos. Instrumentos de guerra - arcos e flechas, maças, lanças - eram feitos pelos homens. Os artefatos de guerra ou de trabalho eram de madeira e pedra, e desta última eram inclusive os machados com que cortavam madeira para vários fins.
Os tupinambás ignoravam a exploração econômica do trabalho escravo. Seus cativos eram tratados como membros do "nosso grupo" até a data do sacrifício. Comumente podiam fazer mutirões onde os vizinhos eram convocados a trabalhar em grandes trabalhos como preparação de roças ou malocas, onde trabalhavam até dez horas e depois bebiam cauim em comemoração. Isso podia se repetir por quantos dias fosse necessário. Esse tipo de trabalho era pago da mesma forma, conforme a necessidade de cada um dos que ajudaram anteriormente.

## Costumes
Apesar de terem raízes comuns, os diversos povos que compunham a nação tupinambá lutavam constantemente entre si, movidos por um intenso desejo de vingança, que resultava sempre em guerras sangrentas em que os prisioneiros eram capturados para serem devorados em rituais antropofágicos. Autores como o alemão Hans Staden ("História verdadeira e descrição de uma terra de selvagens...") e os franceses Jean de Léry ("História de uma viagem feita à terra do Brasil") e André Thevet ("As singularidades da França Antártica..."), todos do século XVI, além das cartas jesuíticas da época, nos dão notícias muito precisas acerca de quem eram e de como viviam os tais índios.
No livro As incríveis aventuras e estranhos infortúnios de Anthony Knivet há a seguinte narrativa:
(...) [os franceses] deixavam entre os gentios [tupinambás] alguns mancebos para aprenderem a língua e poderem servir na terra (...) os quais se amancebaram na terra (...) e viveram como gentios com muitas mulheres, dos quais inçou a terra de mamelucos, que nasceram, viveram e morreram como gentios, e há hoje muitos de seus descendentes, que são louros, alvos e sardos e, havidos por índios tupinambás, e são mais bárbaros do que eles.
Em todas os povos tupis, eram comuns as referências a "heróis civilizadores", como chama Alfred Métraux em seu livro "A Religião dos Tupinambás e suas relações com a de outras tribos tupi-guaranis". Esses heróis eram divindades que haviam criado ou dado início à civilização indígena (Meire Humane e Pae Zomé — mito ameríndio comum em toda a América Meridional). Também era comum a intercessão dos pajés junto aos espíritos através do uso dos marocás, chocalhos místicos cujo uso era obrigatório em qualquer cerimônia.
Os tupinambás da Região Sudeste do Brasil tinham um vasto território, que se estendia desde o rio Juqueriquerê, em São Sebastião/Caraguatatuba, no estado de São Paulo, até o cabo de São Tomé, no estado do Rio de Janeiro. Contudo, o grosso da nação tupinambá assentava-se ao redor da Baía da Guanabara e em Cabo Frio, onde fabricavam o gecay, que era a mistura de sal e pimenta que os índios vendiam aos franceses (chamados pelos tupis de maíra, nome originário de Meire Humane), com os quais se aliaram quando estes estabeleceram a colônia da França Antártica na Baía de Guanabara.